# Нішіхара (Окінава)
Нішіха́ра (яп. 西原町, にしはらちょう, МФА: [ɲiɕi̥haɾa t͡ɕoː]?) — містечко в Японії, в повіті Накаґамі префектури Окінава.  Отримало статус містечка 1979 року. Площа становить 15,84 км². Станом на 1 липня 2012 року населення складало 34 952  осіб, густота населення — 2210 осіб/км².   

Протягом 1429—1871 років територія Нішіхари входила до складу Рюкюської держави. 1871 року остання була перетворена на японський автономний уділ Рюкю. 1879 року цей уділ анексувала Японська імперія, яка перетворила його на префектуру Окінава.